# Lorenzo Giustiniani
Lorenzo Giustiniani (lateinisch Laurentius Justinianus; * 1. Juli 1383 in Venedig; † 8. Januar 1456 ebenda) war Kanoniker, Bischof und erster Patriarch von Venedig. Er wird in der römisch-katholischen  Kirche als Heiliger verehrt.

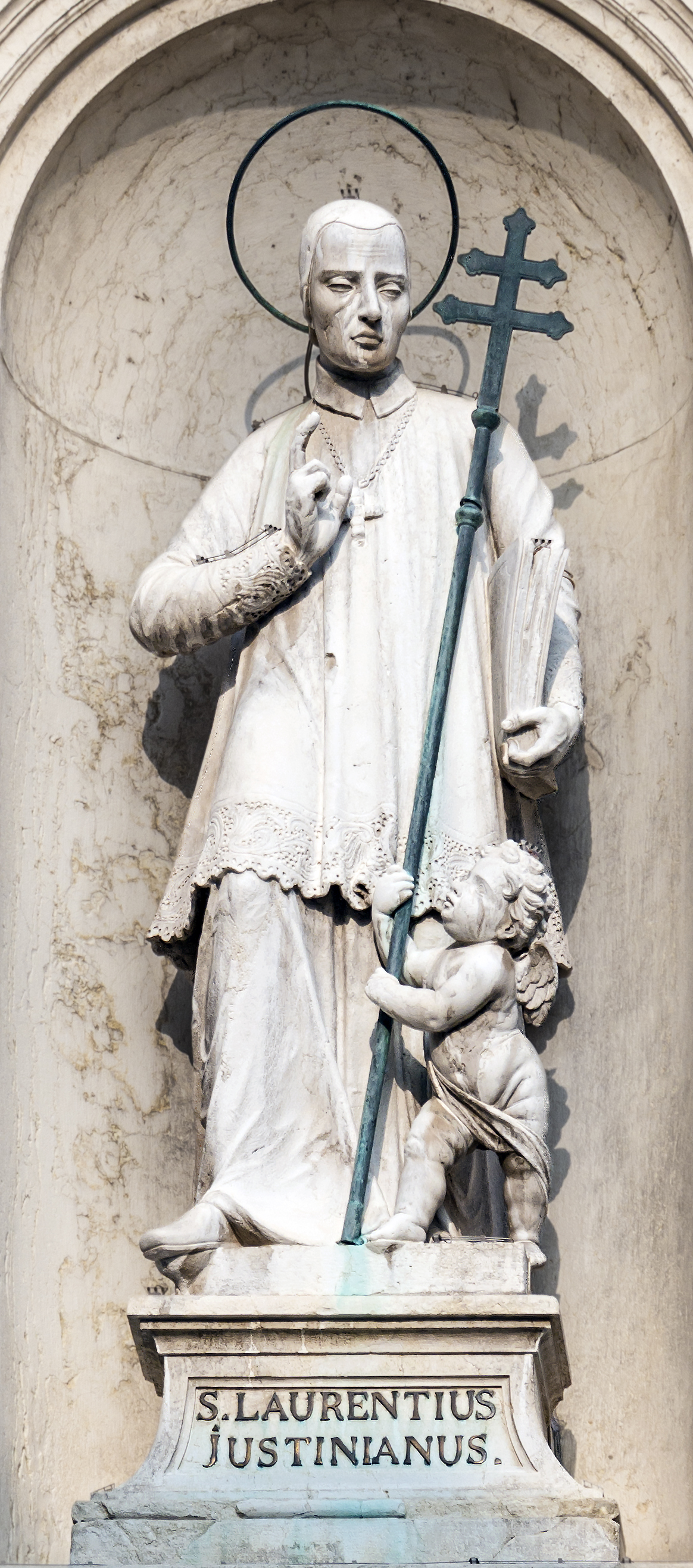
Lorenzo Giustiniani, San Rocco, Venedig

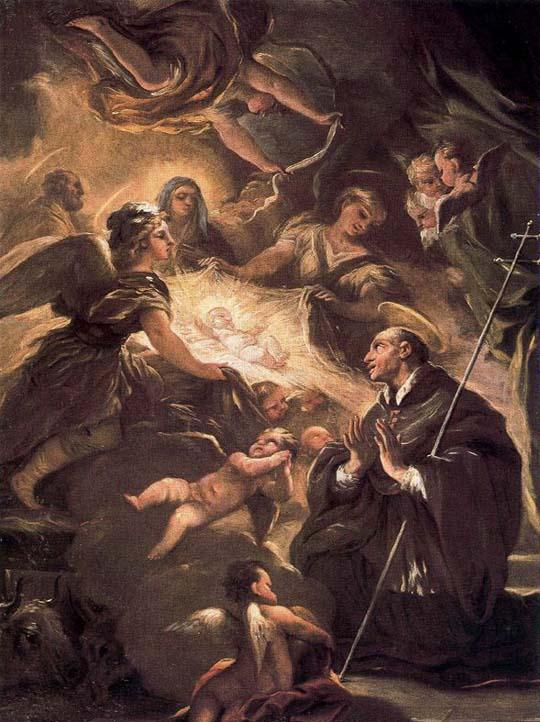
Lorenzo Giustiniani, das Jesuskind anbetend, Gemälde von Luca Giordano, 17. Jahrhundert

## Leben

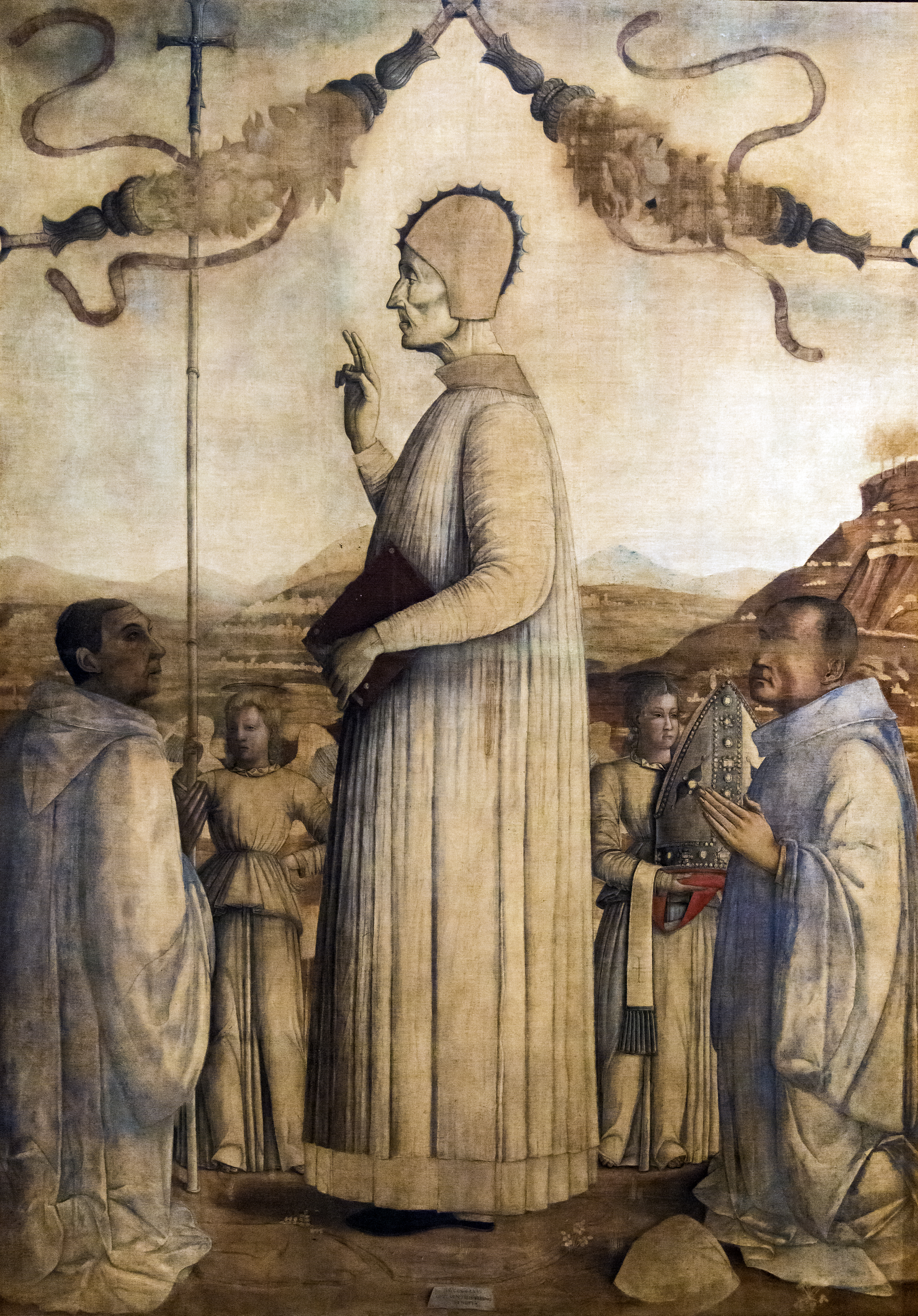
Lorenzo Giustiniani, 1465, Gemälde von Gentile Bellini, Akademie, Venedig

Lorenzo war ein Spross der venezianischen Familie Giustiniani, die bedeutende  Staatsmänner, Gelehrte und Kirchenmänner hervorgebracht hat. Sein Lebensweg wurde durch seine sehr fromme Mutter geprägt. Nach dem Erlebnis einer religiösen Erscheinung trat er 1400 in ein Kanoniker-Kloster auf der Laguneninsel San Giorgio in Alga ein; zusammen mit den venezianischen  Edelleuten Antonio Correr und Gabriele Condulmer, dem späteren Papst Eugen IV.; 1406 wurde er zum Priester geweiht und kurz darauf Prior des Klosters. In dieser Zeit wurde das Kloster in eine Kongregation von Weltpriestern umgewandelt, die in Gemeinschaft leben wollten. Von seinen Mitbrüdern wurde er wegen seiner Bescheidenheit, Askese und Frömmigkeit verehrt und bald zum General der Kongregation gewählt. Er gab dem Orden neue Regeln und war eifrig bemüht, diese weiter zu verbreiten, so dass er bald als der eigentliche Gründer angesehen wurde. Nachdem Eugen IV. zum Papst gewählt wurde, ernannte er Lorenzo zum Bischof der Diözese von Castello, die auch Venedig umfasste. 1451 vereinigte Papst Nikolaus V. das Bistum Castello mit dem Patriarchat von Grado, wobei der Sitz nach Venedig verlegt wurde. Giustiniani wurde somit der erste Patriarch von Venedig, eine Position, die er bis zu seinem Tode innehatte. Seine Amtsführung fand Anerkennung bei weltlichen und geistlichen Würdenträgern; von der Bevölkerung Venedigs wurde er schon zu Lebzeiten als Heiliger verehrt. 
Er hinterließ Briefe, Predigten und asketische Traktate, die 1506 in Brescia, 1524 in Paris und 1560 in Basel gedruckt wurden.

## Verehrung
Am 16. Oktober 1690 wurde er von Papst Alexander VIII. (dem Venezianer Piero Ottoboni) heiliggesprochen. Papst Innozenz XII. nahm ihn in das Calendarium Romanum Generale auf, wobei der 5. September, der Tag seiner Weihe zum Bischof, als Feiertag eingesetzt wurde.
Wegen seiner eher lokalen Bedeutung ist er heute nicht mehr unter den Heiligen zu finden, die in der römisch-katholischen Kirche weltweit verehrt werden. Sein Festtag wurde auf den 8. Januar, seinen Todestag, verlegt.
Unter anderem tragen Schiffe seinen Namen.